# Ranunculus paludosus

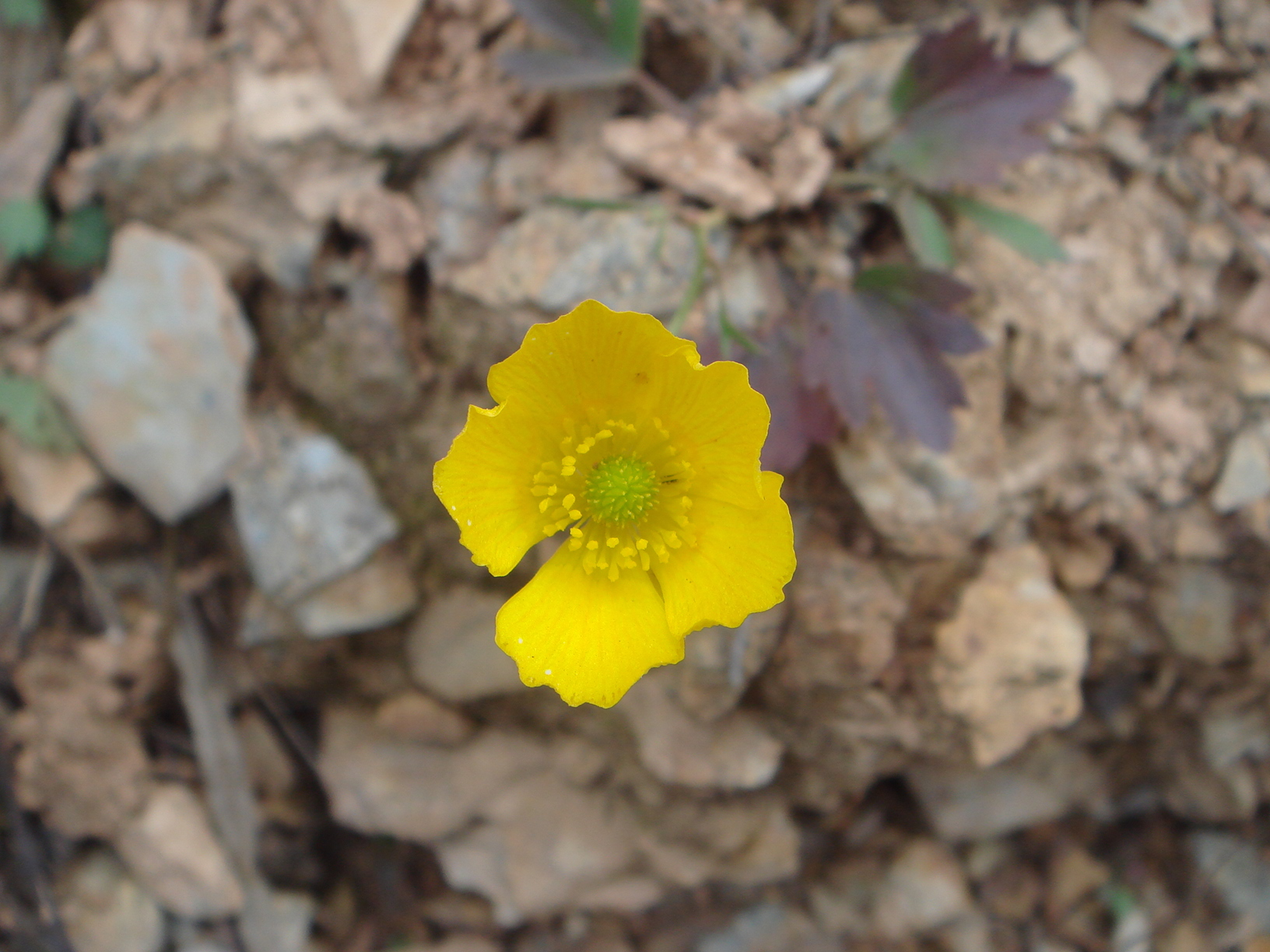
Detall de la flor

Ranunculus paludosus és una espècie de la família de les ranunculàcies distribuïda arreu de la Mediterrània i Orient Mitjà. A Espanya apareix almenys en les Balears, Barcelona, Girona i Múrcia. Habita en pastures en sòls frescos i en terrenys estacionalment inundats dins de màquies, terrenys arbrats oberts i llocs herbosos i pedregosos. Floreix entre febrer i abril. És una planta perenne (hemicriptòfit), que arriba a fer fins a 50 cm d'alçada amb una roseta de fulles basals. La planta i clarament pilosa i les fulles basals són poc dividides, les superiors són lobades. Té flors grans de fins a 35 mm de diàmetre de color groc. Les llavors són aquenis que estan comprimits i aquillats i amb el bec recte. Ranunculus paludosus té un nombre cromosòmic de 2n=16, 32